# 初見充宣
初見 充宣（はつみ みのる、1952年11月9日 - ）は、東京都出身のプロゴルファー。

## 来歴
18歳からゴルフを始め、1977年にプロテストで合格。
1987年の伊香保国際オープンでは初日、最終日共に69をマークし、川俣茂と並んでの5位タイに入った。
1988年にはテーラーメイド瀬戸内海オープンで初日を手嶋啓二・木村政信・秋富由利夫・合田洋、マイク・ファーガソン（オーストラリア）と並んでの8位タイでスタートし、2日目にはファーガソンと共に泉川ピート・並木弘道・三上法夫と並んでの9位タイに着け、最終日には7位タイに入った。
1988年の日本プロで2日目に中嶋常幸・甲斐俊光と共に68、最終日には尾崎将司・白浜育男・木村と共に67をマークし、安田春雄・芹澤信雄・木村と並んでの8位タイに入った。
1988年の栃木オープンでは室田淳と並んでの3位タイに入った。
1988年のかながわオープンでは初日を水巻善典・岩下吉久と並んでの5位タイでスタートし、最終日には羽川豊・泉川と並んでの5位タイに入った。
1989年はブリヂストン阿蘇オープンでロジャー・マッカイ（オーストラリア）、入野太・芹澤と並んでの8位タイに入った。
1990年のサンコーグランドサマーでは最終日に65をマークして横山明仁と並んでの2位タイに入り、1991年には栃木オープン、スポーツ振興オープン 、後楽園カップ（第3回） と3勝を挙げたほか、ジーン・サラゼン ジュンクラシックでは金子柱憲・山本治人と並んでの6位タイに入った。
1994年にはJCBクラシック仙台で9位、1996年にはアコムインターナショナルで6位に入り、1997年のアコムインターナショナルを最後にレギュラーツアーから引退。
2008年の第1回金秀シニア沖縄オープンでは初日1アンダー6位タイで迎えた最終日に前半を3アンダーで折り返し、後半は10番、11番で ボギーを叩くが、「自分のできる事をやっていけばいい」と平常心を取り戻して臨んだ12番でバーディを奪う。このホールから14番まで多くの選手がスコアを落とす中、3連続バーディを奪って首位に立つ。最終的には7バーディー、3ボギーの猛チャージで68をマークし、通算5アンダー139で逆転優勝の初代王者となった。
2013年の日本プログランドシニアでは安定したショットで着実にスコアを伸ばし、高橋勝成との2ホールに渡るプレーオフの末、4アンダーで初参戦初優勝。
2017年には64歳の関東プログランドシニアを63で回り、1981年に中村寅吉が65歳の関東プロシニアを65で回った記録を更新し、最年少記録となった。
2020年には親しいフランキー・ミノザ（フィリピン）がきっかけで笹生優花と3日間も練習ラウンドを共にし、笹生のバックスイングを見て自身のバックスイングを意識するようになり、ラウンド後にはISPS HANDAコロナに喝!スーパーシニア、日本プロゴールドシニア・スーパーシニア、金秀シニア・スーパーシニアと、3試合を立て続けに優勝する。
2021年には関東ゴールドシニアで優勝し、関東グランド、ゴールド、日本グランド、ゴールドと公式戦タイトルを総なめにした。

## 主な優勝
レギュラー
- 1991年 - 栃木オープン、スポーツ振興オープン、’91後楽園カップ（第3回）

シニア
- 2008年 - 金秀シニア沖縄オープン
- 2012年 - 金秀シニア沖縄オープン
- 2013年 - 日本プログランドシニア
- 2015年 - 関東プログランドシニア
- 2017年 - 関東プログランドシニア
- 2019年 - 関東プログランドシニア
- 2020年 - ISPS HANDA コロナに喝!スーパーシニア、日本プロゴールドシニア、金秀シニア沖縄オープン ひやみかちスーパーシニア
- 2021年 - 関東プロゴールドシニア
- 2023年 - 金秀シニア沖縄オープン ひやみかちスーパーシニア